# Culex chaguanco
Culex chaguanco är en tvåvingeart som beskrevs av Casal och Mauricio Garcia 1968. Culex chaguanco ingår i släktet Culex och familjen stickmyggor. Inga underarter finns listade i Catalogue of Life.